# Onufry (Łehki)
Onufry, imię świeckie Ołeh Łehki (ur. 27 marca 1970 w Chodorowie) – biskup Ukraińskiego Kościoła Prawosławnego Patriarchatu Moskiewskiego.

## Życiorys
Urodził się w rodzinie kapłana prawosławnego. Po ukończeniu w 1987 szkoły średniej zatrudnił się w eparchii lwowskiej, gdzie pracował dwa lata. Następnie w takim samym charakterze pracował przez rok w eparchii charkowskiej. 28 sierpnia 1990 został wyświęcony na diakona, zaś 4 października 1992 – na kapłana. W 1993 ukończył seminarium duchowne w Odessie, zaś w 1998 – Kijowską Akademię Duchowną. W 1996 został proboszczem parafii św. Sergiusza w Charkowie i kierował wznoszeniem jej świątyni parafialnej.
20 kwietnia 2000 złożył wieczyste śluby zakonne z imieniem Onufry, zaś po dwóch dniach przyjął chirotonię biskupią na biskupa izjumskiego, wikariusza eparchii charkowskiej. Od 2007 arcybiskup.
Po śmierci metropolity charkowskiego i bohoduchowskiego Nikodema 16 września 2011 mianowany locum tenens eparchii charkowskiej. 8 maja 2012 został arcybiskupem charkowskim. W listopadzie 2013 otrzymał godność metropolity.